# Hapalopilus albocitrinus
Hapalopilus albocitrinus är en svampart som först beskrevs av Petch, och fick sitt nu gällande namn av Leif Ryvarden 1980. Hapalopilus albocitrinus ingår i släktet Hapalopilus och familjen Polyporaceae.   Inga underarter finns listade i Catalogue of Life.